# Oostmolenwerf
De Oostmolenwerf is een straat in de Nederlandse stad Rotterdam, die loopt vanaf de Maasboulevard naar de Burgemeester Van Walsumweg, Oostzeedijk en het Oostplein, waar hij in overgaat. Zijstraten van de Oostmolenwerf zijn de Admiraliteitskade, het Haringvliet en de Nieuwehaven. De Oostmolenwerf is ca. 300 meter lang, en maakt deel uit van de stadsroute S100 Centrumring.

## Geschiedenis
Aan het eind van de Oostmolenwerf en het begin van het Oostplein bevindt zich een gebouw met een hoogte van 51 meter dat zeventien verdiepingen telt. Dit gebouw kwam in 1993/1994 gereed. In 1994 kwam dit gebouw in Rotterdam als winnaar uit de bus, en verwierf het de bouwkwaliteitsprijs.

## Trivia
- Aan de Oostmolenwerf bevond zich ooit het tweede oogziekenhuis van Rotterdam, dit werd in 1915 officieel geopend. Tijdens de Tweede Wereldoorlog werd dit ziekenhuis op zondag 12 mei 1940, Eerste Pinksterdag, door zes bommen totaal verwoest.[3]

Admiraal de Ruyterweg ·
Admiraliteitskade ·
Aert van Nesstraat ·
Baan ·
Batavierenstraat ·
Beukelsdijk ·
Beursplein ·
Beurstraverse ·
Binnenweg ·
Binnenwegplein ·
Binnenrotte ·
Blaak ·
Boezemweg ·
Boompjes ·
Bosland ·
Botersloot ·
Burgemeester van Walsumweg ·
Churchillplein ·
Coolsingel ·
Coolvest ·
Eendrachtsplein ·
Eendrachtsweg ·
Geldersekade ·
Goudsesingel ·
's-Gravendijkwal ·
Haagseveer ·
Henegouwerlaan ·
Hofdijk ·
Hofplein ·
Hoogstraat ·
Jonker Fransstraat ·
Karel Doormanstraat ·
Kipstraat ·
Kolk ·
Koningin Emmaplein ·
Korte Hoogstraat ·
Kruiskade ·
Kruisplein ·
Leuvehoofd ·
Lijnbaan ·
Lombardkade ·
Maasboulevard ·
Mariniersweg ·
Mathenesserlaan ·
Mauritsweg ·
Meent ·
Museumpark ·
Oostmolenwerf ·
Oostplein ·
Oude Binnenweg ·
Parkkade ·
Parklaan ·
Pim Fortuynplaats ·
Plein 1940 ·
Pompenburg ·
Rochussenstraat ·
Saftlevenstraat ·
Schiedamsedijk ·
Schiedamse Vest ·
Schouwburgplein ·
Spaansekade ·
Stadhuisplein ·
Stationsplein ·
Stroveer ·
Van Oldenbarneveltstraat ·
Vasteland ·
Veerkade ·
Weena ·
Westblaak ·
Westerkade ·
West-Kruiskade ·
Westersingel ·
Westplein ·
Willemskade ·
Willemsplein ·
Witte de Withstraat